# Ashniz-e Pain
Ashniz-e Pain (pers. ‏اشنيزپايين‎, Ashnīz-e Pā’īn) – wieś w Bafruiyeh, w okręgu Mejbod w prowincji Jazd w Iranie. Podczas spisu ludności w 2006 roku odnotowano jej istnienie, jednak jej populacja nie została podana.